# Zhou Ting
Zhou Ting (en chino tradicional, 周挺; en chino simplificado, 周挺; pinyin, Zhōu Tǐng; Dalian, China, 5 de febrero de 1979) es un exfutbolista de China que jugaba en las posiciones de defensa y centrocampista. Actualmente, tiene la distinción de ser el jugador más viejo en anotar un gol (39 años y 208 días), y el jugador más viejo (40 años y 299 días) en la historia de la Superliga de China. En ser conocido por su habilidad para barrerse, se convirtió en el primer jugador en la historia de la primera categoría de China en recibir 100 tarjetas amarillas.

## Carrera

### Club
| Periodo   | Club                        | País  | Apariciones | Goles |
| --------- | --------------------------- | ----- | ----------- | ----- |
| 1994-1998 | Dalian Wanda                | China | 0           | 0     |
| 1997      | → Shenzhen Kinspar (cedido) | China | 6           | 0     |
| 1998      | → Qianwei Huandao (cedido)  | China | 0           | 0     |
| 1999–2003 | Yunnan Hongta               | China | 108         | 7     |
| 2004      | Qingdao Hainiu              | China | 19          | 0     |
| 2005      | Shenzhen Jianlibao          | China | 19          | 2     |
| 2006–2016 | Beijing Guoan               | China | 243         | 7     |
| 2017–2020 | Dalian Professional         | China | 63          | 3     |

### Selección nacional
Debutó con China el 20 de agosto de 2003 en un empate 0-0 ante Chile en un partido amistoso. Disputó 13 partidos hasta 2004 y participó en la Copa Asiática 2004.

## Logros
- Chinese Super League: 2009
- China League One: 2017[18]